# ديفيد بينيت كوهن
ديفيد بينيت كوهن (بالإنجليزية: David Bennett Cohen)‏ هو عازف قيثارة وموسيقي أمريكي، ولد في 4 أغسطس 1942 في بروكلين في الولايات المتحدة.

## وصلات خارجية
- الموقع الرسمي
- ديفيد بينيت كوهن على موقع ميوزك برينز (الإنجليزية)
- ديفيد بينيت كوهن على موقع ديسكوغز (الإنجليزية)